# Gorka Nieto Marcos
Gorka Nieto Marcos (geboren am 31. Januar 2002 in Etxebarri) ist ein spanischer Handballspieler, der auf der Spielposition linker Rückraum eingesetzt wird.

## Vereinskarriere
Gorka Nieto Marcos spielt bei Bidasoa Irun, wo er in der Saison 2019/2020 in der Liga Asobal debütierte.
Mit dem Team aus Irun nahm er an europäischen Vereinswettbewerben teil.

## Auswahlmannschaften
Sein erstes Spiel für Spanien absolvierte er am 15. Dezember 2017 gegen die Auswahl Rumäniens. Gorka Nieto spielte als Jugendnationalspieler Spaniens bei der U-19-Europameisterschaft in Kroatien (2021), bei der er mit dem Team die Bronzemedaille gewann. Als Juniorennationalspieler Spaniens nahm er an der U-20-Europameisterschaft in Portugal (2022) teil, bei der das Team Europameister wurde. Er stand bis Oktober 2022 in 44 Spielen im Aufgebot der spanischen Nachwuchsteams und erzielte dabei 72 Tore.

## Privates
Sein Bruder Asier Nieto spielt ebenfalls Handball.